# Daun (Alemanha)
Daun é uma cidade da Alemanha localizada no distrito de Vulkaneifel, estado da Renânia-Palatinado.
É membro e sede do Verbandsgemeinde de Daun.